# Harry Granberg
Harry Vilhelm Granberg, född 31 oktober 1928 i Borgå, död 22 januari 1989 i Helsingfors, var en finländsk journalist.
Granberg arbetade i två omgångar, 1954–1956 och 1960–1961 vid Borgåbladet, där han sedan 1970–1974 var chefredaktör. Han verkade 1974–1980 som informationschef vid Nordiska rådets presidiesekretariat i Stockholm och kom därefter till TV, där han utvecklade de svenskspråkiga söndagsprogrammen. Från 1983 var Granberg ansvarig för Rundradions svenskspråkiga regionalprogram. Han var även engagerad i kommunalpolitiken i Borgå och från 1981 ordförande för Svenska Finlands folkting.